# Midila trilineata
Midila trilineata là một loài bướm đêm trong họ Crambidae.